# Hugh Panaro
Hugh Panaro (Filadelfia, 19 febbraio 1964) è un attore e cantante statunitense, noto soprattutto come interprete di musical teatrali.

## Biografia
Hugh Panaro è nato a Filadelfia il 19 febbraio 1964 ed è sempre vissuto nella zona East Oak Lane con la famiglia. Fin da bambino amavo molto gli animali e sperava che, un giorno, sarebbe diventato un veterinario; tuttavia, Hugh cambiò decisamente idea dopo aver visto il suo primo show a Broadway. Non partecipò ad alcuna produzione musicale scolastica, ma prese parte sin dall'età di tredici anni a molte produzioni regionali di musical, tra i quali The Sound of Music nel ruolo di Friedrich. Dall'adolescenza, Hugh iniziò a studiare canto e recitazione con Robert Grooters alla Boyer College of Music and Dance.
Altri ruoli ricoperti da Hugh prima di incominciare a lavorare a Broadway sono stati quelli di Mary Sunshine in Chicago e di Gesù in Jesus Christ Superstar.
Debuttò a Broadway nel 1988, dove interpretò Marius in Les Misérables, ruolo che in seguito ha anche ricoperto nel primo tour del musical negli Stati Uniti. In seguito, Hugh è stato il primo ad interpretare Buddy nel musical Side Show e Julian nell'ultimo spettacolo di Jule Styne, The Red Shoes. Ha debuttato nel West End nella produzione di Harold Prince di Show Boat, dove interpretava Ravenal, ruolo già ricoperto a Broadway e Toronto.
Nel 2002 interpretò Anthony Hope nella produzione del Kennedy Centre del musical di Stephen Sondheim Sweeney Todd: The Demon Barber of Fleet Street. Questa produzione era stata realizzata per festeggiare i 70 anni del compositore, e facevano parte del cast Christine Baranski (Mrs. Lovett) e Brian Stokes Mitchell (Sweeney Todd).

È stato uno dei primi attori ad interpretare sia Raoul (1991) sia il Fantasma (1998) nella produzione di Broadway del musical di Andrew Lloyd Webber The Phantom of the Opera. 

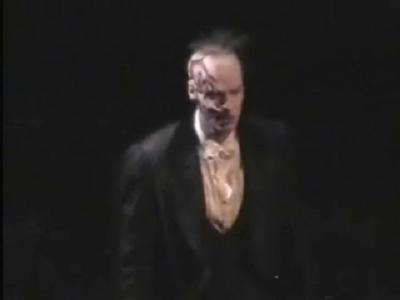
Hugh Panaro nel ruolo del Fantasma dell'Opera

Tuttavia, Panaro indossò la maschera del Fantasma solo per qualche mese, per poi lasciare la produzione per andare a ricoprire il ruolo principale nella prima versione statunitense del musical Martin Guerre, prodotto da Sir Cameron Mackintosh. Il 1º ottobre 2005, Panaro è tornato al Majestic Theatre per ricoprire nuovamente il ruolo del Fantasma dell'Opera. Verso la fine del 2005, Panaro comincia a lavorare nel nuovo musical di Elton John Lestat. Lavora anche in altri due musical di Sondheim: ricopre il ruolo di Bobby in Company e quello di Georges-Pierre Seurat in Sunday In The Park With George. Nel 1997 recita nel film Broadway Damage, una commedia romantica.
È apparso in un gran numero di concerti di beneficenza, come Bucks County Cabaret, Joe's Pub, An Evening With Hugh Panaro all'università di Findlay in Ohio, The Leading Men II, Birdland Jazz Club e Broadway For Medicine at City Center. Nel 2007, Panaro è stato uno dei quattro attori di Broadway scelto da Barbra Streisand per il suo tour in Europa. Lo stesso anno ricopre il ruolo di Jean Valjean in una produzione di Filadelfia del musical Les Misérables, per il quale ha ricevuto l'anno successivo il Barrymore Award per il miglior attore in un musical.
Nel 2009 lavora nuovamente in Sunday in the Park with George al 5th Avenue Theatre di Seattle. Lo stesso anno lavora anche nel musical Oliver! al Walnut Street Theatre, dove interpreta Fagin dal 18 novembre 2009 al 10 gennaio 2010. Nel 2010 appare anche in numerosi concerti negli Stati Uniti e in Canada.
Panaro è ritornato ad interpretare il ruolo principale nel musical The Phantom of the Opera il 7 settembre 2010, rimpiazzando John Cudia. È la terza volta che Panaro ricopre questo ruolo a Broadway. Il 27 gennaio 2013, Panaro interpreta il Fantasma anche nella speciale replica in occasione del venticinquesimo anniversario del musical a Broadway, accanto a Sierra Boggess. Tra il 27 aprile ed il 24 agosto 2013, Panaro prende una pausa dal Phantom, venendo sostituito da Peter Jöback. Durante questo periodo torna a ricoprire il ruolo di Jean Valjean in Les Misérables, recitando nella produzione di St. Louis Muny al fianco di Norm Lewis (Javert).

## Teatro
- The Sound of Music - Friedrich (1976)
- The Boyfriend
- Chicago - Mary Sunshine
- Jesus Christ Superstar - Jesus of Nazareth
- Noa Noa
- What's A Nice Country Doing In A State Like This?
- Les Misérables - Marius Pontmercy(1988)
- Show Boat - Gaylord Ravenal
- Side Show - Buddy Foster
- Mack and Mabel
- Sweeney Todd: The Demon Barber of Fleet Street  - Anthony
- Merrily We Roll Along - Frank Shepard
- Call Me Madam - Kenneth
- The Phantom of the Opera- Raoul (1991)
- The Red Shoes - Julian (1993)
- The Phantom of the Opera - The Phantom (1999)
- Martin Guerre - Martin Guerre (1999)
- Sweeney Todd: The Demon Barber of Fleet Street  - Anthony
- Little Fish - Robert
- The Phantom of the Opera- The Phantom (2003-2005)
- Lestat - Lestat (2005)
- Company - Bobby
- Les Misérables  - Jean Valjean (2008)
- Sunday In The Park With George - George (2009)
- Oliver! - Fagin - Walnut Street Theatre (Nov., 2009-Jan., 2010)
- The Phantom of the Opera - The Phantom (2010-2013; 2013- )
- Les Misérables  - Jean Valjean (2013)
- Sweeney Todd: The Demon Barber of Fleet Street - Sweeney Todd (2017)